# Halikko
Halikko är en före detta kommun i landskapet Egentliga Finland i Västra Finlands län. År 2009 slogs kommunen samman med staden Salo. Halikko har cirka 9 530 invånare och har en yta på 357,31 km². Kommunen Angelniemi slogs samman med Halikko år 1967. Före 1997 var kommunen en del av Åbo och Björneborgs län.
Halikko var enspråkigt finskt.

## Historia
Området kring Halikko har varit bebott sedan stenåldern. Särskilt Suomusjärvikulturen har funnits i området. Det finns flera gravrösen från både brons- och järnåldern synnerligen på kusten.
Byn Rikala i Halikko utvecklade sig till en viktig handels- och mötesplats och även vikingar seglade dit för att handla med finnar. Namnet Halikko nämns första gången år 1313. Under svenska tiden föll den lokala makten till nygrundade herrgårdar, Åminne gård, Wiurila och Vuorentaka. Hornätten var storadel i Halikko. Senare tog släkten Armfelt över. En herrgårdsliknande byggnad står på Piintilä hemman.
Kommunen Halikko grundades år 1866 enligt kommunalförordningen. År 1916 grundades kommunen Angelniemi av södra delar av Halikko. Angelniemi sammanslogs med Halikko år 1967. År 1932 överfördes delar av Halikko till köpingen Salo och slutligen sammanslogs år 2009 Halikko med Salo.
Några av Halikkos museer hör till Salos historiska museum Samu: Halikko museum, Kreivinmäki kvarnbacke och Trömperi gästgiveri.

## Byar
Ahtiala, Ali-Häävälä, Ammakko, Angela, Antola, Asila, Breidilä, Båtsholm, Böylä, Esselpää, Hajala, Hevonpää, Hirvikallio, Hulvela, Hyyperä, Häntälä, Ikelä, Immala, Jaakola, Juva, Kaksunge, Kalkkila, Kallmusnäs, Kanamäki, Kaninkola, Kannisto, Kankare, Karvala, Karviainen, Kavantola, Ketola, Kierla, Kihis, Kirjola, Kokkila, Konkola, Kultola, Korvenpää, Kuttila, Kuumala, Kytö, Kärävuori, Laiterla, Laitola, Latala, Lempilä, Lokkila, Marttila, Meisala, Melkola, Metsäkonkola, Meri-Seppälä, Montola, Mustamäki, Mustis, Myllyperä, Märy, Mätikkö, Hikkilä, Naapala, Noukkila, Nummi, Nurkkilaböle, Pailinna, Paimoinen, Pajula, Peksala, Perälä, Pihkavuori, Piintilä, Pitkäoja, Prästgård, Putila, Putola, Pärnäspää, Riikola, Rikala, Ruotsala, Ruska, Ruuhikoski, Saarimäki, Saha, Sauvonkylä, Seppälä, Skinnarböle, Storby, Suppala, Talola, Tammenpää, Tavola, Toijala, Toivila, Topjoki, Torkkila, Tuiskula, Tunila, Turila, Valttila, Vartsala, Vaskion Lempilä, Viala, Viikerlä, Villikkala, Voitilaböle, Vuorentaka, Vässilä, Wiurila, Yli-Häävälä, Yttelä, Yöntilä, Åminne.

## Politik

### Mandatfördelning i Halikko kommun, valen 1976–2004
| 3 | 8 | 9 |  | 6 |

| 2 | 9 | 9 | 7 |

| 2 | 9 | 5 | 11 |  | 7 |

|  | 10 | 5 | 9 |  |  | 8 |

|  | 10 | 3 | 5 | 9 |  | 6 |

|  | 8 | 2 | 5 |  | 9 |  | 8 |

|  | 8 |  | 5 | 9 |  | 10 |

|  | 9 | 2 | 13 |  | 9 |

| 21 | 14 |

## Bilder

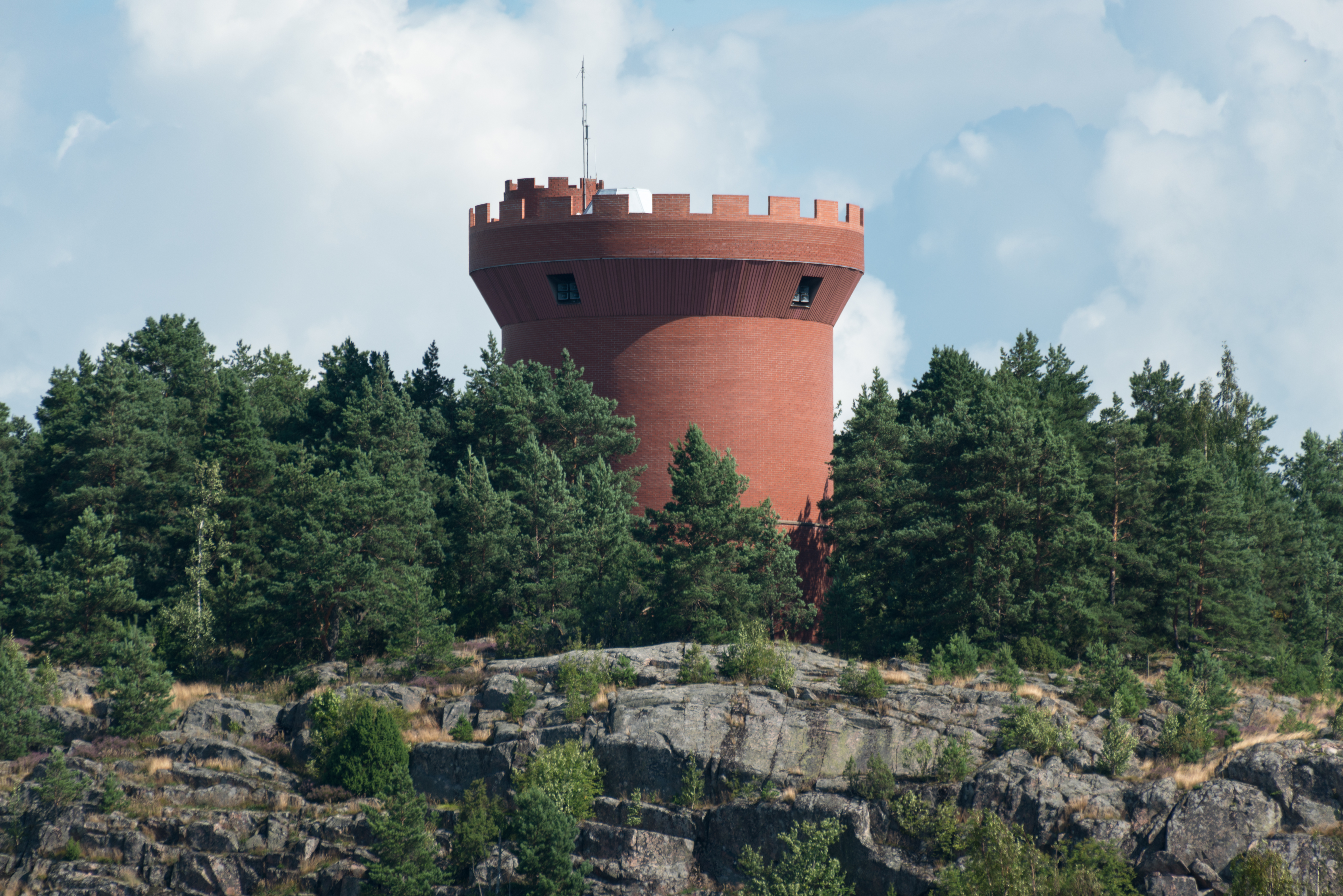
Vattentornet i Halikko (1994)
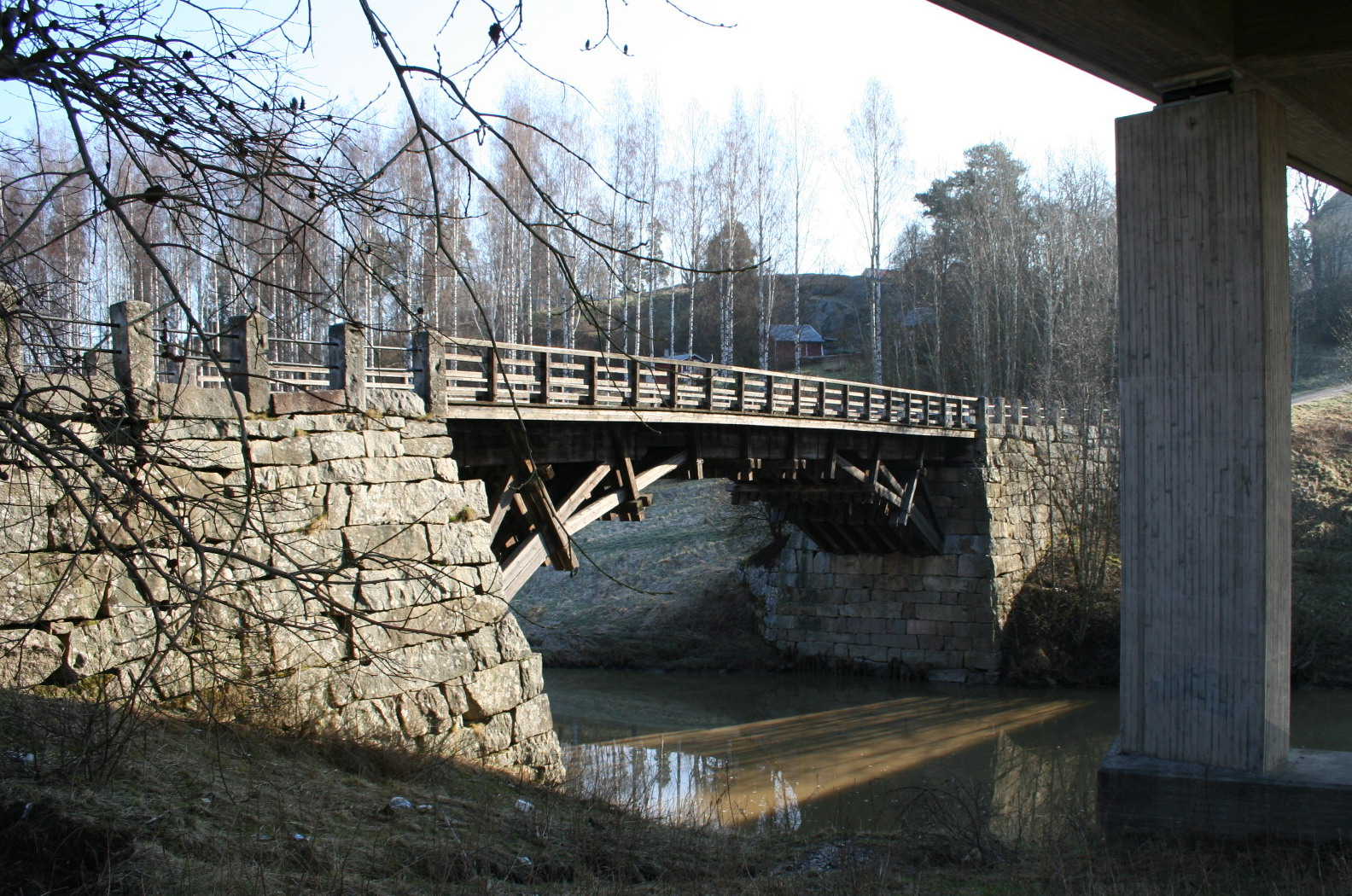
Museibron i Halikko (1866)
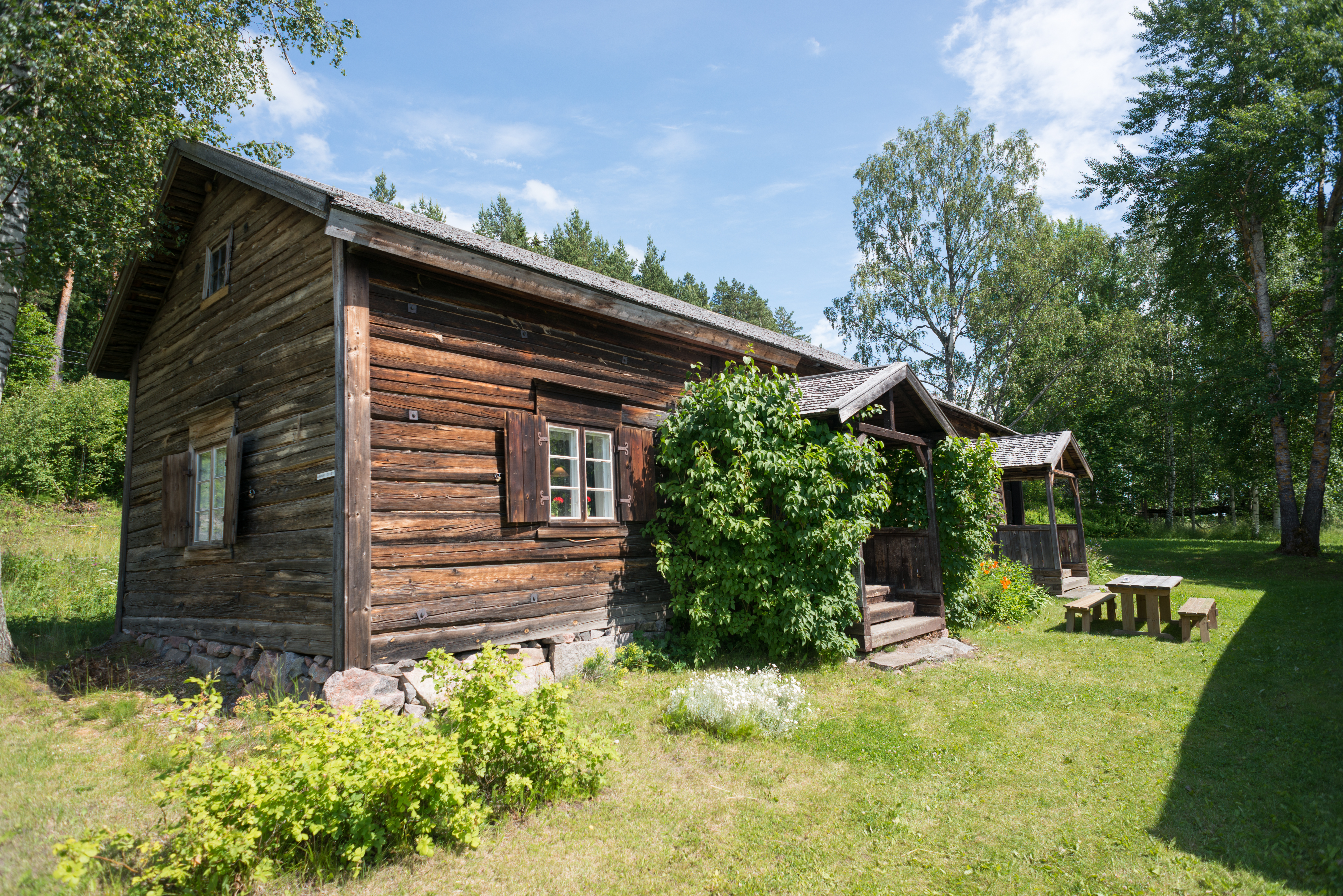
Trömperi gästgiveri (1700-talet)
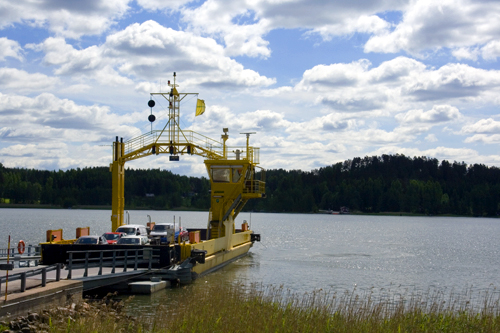
Kokkila färja